# Рода Ренні
Ро́да Лі́ліан Ре́нні (англ. Rhoda Lilian Rennie; 1909 — 11 березня 1963) — південноафриканська плавчиня, бронзова призерка літніх Олімпійських ігор 1928 року.
Учасниця літніх Олімпійських ігор 1928 року в Амстердамі (Нідерланди). Брала участь у змаганнях з плавання на дистанціях 100 та 400 метрів вільним стилем, де вибула у першому ж колі. У складі жіночої четвірки разом з Кетлін Рассел, Мері Бедфорд та Фредді ван дер Гус виборола бронзову олімпійську медаль в естафеті 4×100 метрів вільним стилем з результатом 5:13.4.